# Білий Яр (Амурська область)
Білий Яр (рос. Белый Яр) — село у Завітінському районі Амурської області Російської Федерації. Розташоване на території українського історичного та етнічного краю Зелений Клин.
Входить до складу муніципального утворення Білоярівська сільрада. Населення становить 165 осіб (2018).

## Історія
Село засноване 1890 року. Свою назву Білий Яр отримав від крутого обриву білого кольору на протилежному березі річки Завита.
З 20 жовтня 1932 село року ввійшло до складу новоутвореної Амурської області.
З 1 січня 2006 року входить до складу муніципального утворення Білоярівська сільрада.

## Населення
| 2002 | 2010 | 2012 | 2013 | 2014 | 2015 | 2016 |
| ---- | ---- | ---- | ---- | ---- | ---- | ---- |
| 425  | ↘240 | ↘222 | ↘208 | ↘189 | ↘180 | ↘174 |
| 2017 | 2018 |      |      |      |      |      |
| ↘171 | ↘165 |      |      |      |      |      |